# Földi Tamás (színművész)
Földi Tamás (Budapest, 1970. december 16. –) magyar színész, fényképész, szinkronszínész. A szinkronszakmán belül volt szinkronhang, hangmérnök, szinkronrendező-asszisztens, valamint dolgozik szinkronrendezőként, produkciós vezetőként. 1995-től az Active Kommunikációs Kft. ügyvezetője. Az Active szinkronstúdió vezetője, ahol olyan filmek szinkronja készült, mint például Az asztronauta, Édes november vagy a Ronda ügy.

## Életpályája
Autószerelő apa és adminisztrátor anya egyszülött gyermekeként született, egy szoba-konyhába, fürdőszoba nélkül. Ahogy ő mondta: „kb 70 méterre a közös WC-től, és fényévekre jelenlegi életemtől”. Szülei kiskorában elváltak.
Kilenc éves korában Tatabányára költöztek édesanyjával, és nevelőapjával. Itt fejezte be az általános iskolát, és kezdett el tanulni erősáramú berendezésszerelőnek. A középiskolában kezdett el a színjátszással, rádiózással, újságírással foglalkozni. A városi színjátszókörökben már a középiskolai évek alatt főszerepeket játszott. Ezzel párhuzamosan zenekarokban basszusgitározott. Érettségi után felvételizett a Színház és Filmművészeti Főiskolára, sikertelenül. 1990-ben külker áruforgalmat tanult. 
1991-ben jelentkezett a Gór Nagy Mária Színitanodába. Már az első évben szerepeket kapott a Madách Kamara színházban (ma Örkény színház). 1992-től az akkor még Arany János, ma már Új színház színitanodása volt. 1994-ben Ruszt József leszerződtette a Független Színpadhoz. 1995-ben a Színész Kamarától kapta meg színész diplomáját.
1995-től a Budapesti Kamaraszínház társulatának tagja volt 2005-ig. Szabadúszóként, főként televíziós szerepekben látható.
1992 óta szinkronizál filmekben. Megszámlálhatatlan filmben kölcsönözte a hangját külföldi színészeknek. A fiatalon elhunyt Philip Seymour Hoffman az ő hangjával volt a legtöbbször hallható. 1994-től műsorvezető volt több rádióban. 2000-ben az akkor még működő 92,9 Sztár Rádio On Air promóciós igazgatója volt.
1997-ben megalapította az Active szinkron stúdiót, ahol rendezőként, vágóként, hangmérnökként (Másik Zoltán néven), és később produkciós vezetőként dolgozik. Több száz film szinkronrendezése van, köztük számos Oscar díjas alkotás, mint például: American History X – (Amerikai história X); The Green Mile – (Halálsoron); Traffic; Chicago; Michael Clayton; Atonement – (Vágy és vezeklés); La Môme – (Piaf); Milk; Inglorious Basterds – (Becstelen brigantyk); The King's Speech – (A király beszéde), de ő rendezte a nagy szakmai, és nézői elismerést kapott Macska-jaj című film szinkronját is. 2003-tól a Universal Pictures dedikált hangmérnöke volt.
2005 óta fényképészként is tevékenykedik. Egyedülálló portrésorozata van pl. színészekről, akiket a stúdiómunkák alatt fényképezett. A több mint 500 képből álló galéria az Active Stúdió weboldalán tekinthető meg. 2014-ben végig járta az El Camino zarándokutat, melyről több ezer képes beszámolót készített. 2014-15-ben nagy sikerű előadásokat tartott a magyar szinkronról az Eötvös10 művelődési házban. Az estek vendégei ismert színészek voltak. 2018-tól, egy évig Szicíliában élt, ahol fotózással foglalkozott. Foglalkozott festészettel, grafikával, tanított színitanodákban, és szinkronszínész képző tanfolyamokon.
Egy színész kollégája egyszerűen „reneszánsz embernek” nevezte el, aki amihez kedvet érez, ahhoz ért.

## Magánélete
1990-ben született meg első gyermeke, Gabriella. 1996-ban feleségül vette Solecki Jankát, akit ő vezetett be a szinkron világába. Solecki hazánk egyik legtehetségesebb szinkronszínésze lett. 1996-ban született közös gyermekük Levente, majd 1998-ban Csenge. 2002-ben váltak el. 2007-ben született Teodóra nevű kislánya. 2016-ban megszületett Botond nevű kisfia, harmadik feleségétől, Magyarósi Ritától. 2023-ban született hatodik gyermeke, Ábel.

## Színházi szerepei
Arany János Színház
- 1993. február 12.: Shakespeare – Ács: Lear király[12]
- 1994. február 18.: Genet – Ács: A Balkon/ Pásztorfiú, forradalmár[13]

Madách Színház
- 1991. szeptember 21.: Szigligeti – Iglódi: Liliomfi/[14]

Független Színpad
- 1993. december 13.: Dürrenmatt – Ruszt: Pör a szamár árnyékáért[15]
- 1994. május 30.: Kormos – Sztarenki: Kísérlet [16]
- 1995. február 15.: Josef Čapek és Karel Čapek – Ruszt: A Végzetes szerelem játéka/ (Dottore)[17]
- 1995. május 5.Mrożek – Szalóky B.: Nyílt tengeren/ (Postás, Lakáj)[18]
- 1995. május 5.: Dorst – Szalóky B.: Vigyázz, szakadék!/ Kriegbaum[19]
- 1995. november 15. Molière – Szalóky B.: Sganarelle vagy a képzelt szarvak/ Sganarelle, a féltékeny férj[20]

Budapesti Kamaszínház
- 1995. október 20.: Albee – Rozgonyi: Három magas nő[21]
- 1996. február 3.: Sherman – Alföldi: Hajlam[22]
- 1998. szeptember 27.: Dürrenmatt – Rozgonyi: Az Öreg hölgy látogatása/ Vonatvezető, Operatőr[23]
- 1999. április 03.: Woolf – Almási-Tóth: Orlando/ Úr, később sokan mások[24]
- 2000 február 19.: Görgey – Rozgonyi:Örömállam/ Blaulicht[25]
- 2000. szeptember 30.: Shakespeare – Almási-Tóth: Cymbeline/ Cornelius, Orvos; Fotóriporter[26]
- 2001 június 1.: Dosztojevszkij  – Sopsits: Bűn és bűnhődés a rácsok mögött/ Börtönőr[27]
- 2001. november 3.: Shakespeare – Alföldi: Macbeth/Első gyilkos[28]
- 2001. december 20.: McNally – Szegvári: A Pókasszony csókja/ Esteban[29]
- 2003. március 7.: O'Neill – Tordy: Boldogtalan hold/ T. Stedman Harder[30]
- 2004. február 29.: Koestler – Szántó: Sötétség délben/ Börtönőr[31]

7főszín
- 2001. január 23.: Shakespeare – Szalóky B.: Hamlet[32]

Gyulai Várszínház
- 2002. július 6.: Shakespeare – Sopsits: Falstaff -IV. Henrik/ Vernon, Apród[33]

## Szinkronmunkái

### Szinkronhangként[M 1]

#### További magyar hangok között feltüntve
- Nyugaton a helyzet változatlan (All Quiet on the Western Front) [1930][M 2] [a szinkron készült 2011–ben]
- Találkozunk még (I'll Be Seeing You) [1944][M 3]
- Bűntanya (Rancho Notorious) [1952][M 4]
- Hétköznapi tragédia (Il ferroviere) [1956][M 5]
- Idegen a cowboyok között (The Big Country) [1958][M 6]
- Megsemmisítését elrendelem (Too Late the Hero) [1970]
- Sugarlandi hajtóvadászat (The Sugarland Express) [1974][M 7] [a szinkron készült 2004–ben]
- A cápa (Jaws)[M 8] [a szinkron készült 2005–ben]
- Az árnyéklovas (Kagemusha) [1980]
- Hírnév (Fame) [1980]
- Haláli suli-buli (Class Reunion) [1982]
- Másnap (The Day After) [1983]
- Rettenthetetlen hiéna 2. (Long teng hu yue) [1983][M 9] [a szinkron készült 1998–ban]
- Stephen King: A holtsáv (The Dead Zone) [1983] [a szinkron készült 2001–ben]
- Kasszafúrók (Crackers) [1984]
- Mohó kopó, okos lopó (Night Patrol) [1984]
- A gladiátor (The Gladiator) [1986][M 10]
- Gung Ho (Gung Ho) [1986]
- Lángoló tenger (Oceans of Fire) [1986]
- A megvalósult álom (Flying) [1986]
- Ösztöndíjjal a pokolba (Deadly Friend) [1986]
- Pénznyelő (The Money Pit) [1986][M 11]
- Vissza a suliba (Back to School) [1986]
- Aki legyőzte Al Caponét (The Untouchables) [1987][M 12]
- Börtönhalál (Prison) [1987]
- A fehérruhás hölgy (Lady in White) [1988]
- Golyóálló glória (Pass the Ammo) [1988]
- Színek (Colors) [1988]
- A vámpír csókja (Vampire's Kiss) [1988][M 13]
- A francia forradalom (La révolution française) [1989]
- Halálfegyver (Deadly Weapon) [1989]
- Hamm-Hamburger (Fast Food) [1989]
- A könyörtelen (Relentless) [1989][M 14]
- A nagy csapat (Major League) [1989]
- Örökmosoly (Eversmile, New Jersey) [1989]
- A rock'n'roll ördöge (Great Balls of Fire!) [1989]
- Született július 4-én (Born on the Fourth of July) [1989][M 15] [a szinkron készült 2004–ben]
- Édes gyilkosság (Sweet Murder) [1990]
- Tűzsziget (Huo shao dao) [1990]
- Aranyláncok (Chains of Gold) [1991]
- Beverly Hills ostroma (The Taking of Beverly Hills) [1991]
- Frankenstein iskolaévei (Frankenstein: The College Years) [1991]
- A sötétség követei (Children of the Night) [1991] [a szinkron készült 1995–ben]
- Út a pokolba (Highway to Hell) [1991]
- Dilis bagázs (Folks!) [1992]
- A Duna hercegnője – 9. rész: Az új hűség (Die neue Treue) [1992]
- Kezet nyújt a halál (Severed Ties) [1992]
- Maktub, a sivatag törvénye (Beyond Justice) [1992][M 16]
- Amerikai kiborg (American Cyborg: Steel Warrior) [1993]
- Halálos riválisok (Best of the Best 2) [1993]
- Kemény halál (Zhong an zu) [1993]
- Nőből is megárt a sok (The Bikini Carwash Company II) [1993]
- Philadelphia – Az érinthetetlen (Philadelphia) [1993]
- A szökevény (The Fugitive) [1993] [a szinkron készült 1994–ben]
- Az utolsó törvényenkívüli (The Last Outlaw) [1993]
- Volt egyszer egy zsaru (Chao ji ji hua) [1993] [a szinkron készült 1995–ben]
- Díszkíséret (Chasers) [1994]
- Farkas (Wolf) [1994]
- A holló (The Crow) [1994]
- Jack, a villám (Lightning Jack) [1994]
- Kvíz-show (Quiz Show) [1994]
- Mi a f... van? (S.F.W.) [1994]
- Papa, előbb dolgozz meg a sütiért (No Dessert, Dad, Till You Mow the Lawn) [1994]
- Pentathlon (Pentathlon) [1994]
- Rablók és rendőrök (Kevin Rampenbacker and the Electric Kettle) [1994]
- Egy troll New Yorkban (A Troll in Central Park) [1994]
- Vár az ágyam (Sleeping with Strangers) [1994]
- Elisa (Élisa) [1995]
- A gyűlölet (La haine) [1995]
- A látnok (Dream Man) [1995]
- Mortal Kombat (Mortal Kombat) [1995]
- Sliders – I/4. rész: A sirámok hercege (Sliders: Prince of Wails) [1995]
- Veszélyes kölykök (Dangerous Minds) [1995]
- Veszélyes zóna (The Zone) [1995]
- Voodoo (Voodoo) [1995]
- X-látogatók (Visitors of the Night) [1995]
- Acélcápák (Steel Sharks) [1996]
- Álnokok és elnökök (My Fellow Americans) [1996]
- Célpontban (Moving Target) [1996]
- Csillagközi Terror (Assault on Dome 4) [1996]
- Gyilkosok hálójában (Flight of the Ibis) [1996]
- Hirtelen pokol (An Occasional Hell) [1996]
- A jövő hóhérai (Past Perfect) [1996]
- Kinek a papné (The Preacher's Wife) [1996]
- A kísértés nyara (Caught) [1996] [a szinkron készült 1997–ben Mafilm Audio Kft.]
- Láncreakció (Chain Reaction) [1996]
- Őrangyalok 2. – Égből pottyant szerencse (Noi siamo angeli – Finalmente si vola) [1996]
- Pengeélen (Sling Blade) [1996] [a szinkron készült 1998–ban]
- A sivatagi hold titka (Mojave Moon) [1996]
- Tűzparancs (Executive Decision) [1996]
- Twister (Twister) [1996]
- Ultimátum (film, 1996) (Downdraft) [1996]
- Űrlovagok (Sci–fighters) [1996]
- Acélzsaru (Steel) [1997]
- Bean – Az igazi katasztrófafilm (Bean) [1997][M 17] [a szinkron készült 2001–ben]
- Drágán add a halálod 2. (No Contest II) [1997]
- Életveszélyben (Living in Peril) [1997]
- Az elnök különgépe (Air Force One) [1997]
- A sivatag rabjai (Passion in the Desert) [1997] [a szinkron készült 1999–ben]
- Tűz a mélyben (Fire Down Below) [1997]
- Lost Highway – Útvesztőben ⋅ (Lost Highway) [1997]
- Zsarucsapda (Dog Watch) [1997]
- Zsoldosok Texasban (The Bad Pack) [1997]
- Amerikai história X (American History X) [1998] [a szinkron készült 1999–ben]
- A csók (Living Out Loud) [1998] [a szinkron készült 1999–ben]
- Diszkópatkányok (A Night at the Roxbury) [1998]
- A nő kétszer (Sliding Doors) [1998] [a szinkron készült 1999–ben]
- Pleasantville (Pleasantville) [1998] [a szinkron készült 1999–ben]
- Pokoljárás (Black Cat Run) [1998] [a szinkron készült 1999–ben]
- Rejtett áramlat (Undercurrent) [1998]
- Született szerelmesek (Music from Another Room) [1998]
- Vágyaim netovábbja (The Object of My Affection) [1998]
- Austin Powers 2. (Austin Powers: The Spy Who Shagged Me)
- Ember a Holdon (Man on the Moon) [1999] [a szinkron készült 2000–ben]
- Halálsoron (The Green Mile) [1999] [a szinkron készült 2000–ben]
- Ne törd össze a szívem! (Don't Go Breaking My Heart) [1999]
- Rendőrbosszú (Out in Fifty) [1999] [a szinkron készült 2000–ben]
- Frequency (Frequency) [2000] [a szinkron készült 2001–ben]
- Tizenhárom nap – Az idegháború (Thirteen Days) [2000][M 18] [2004–ben]
- Betépve (Blow) [2001] [a szinkron készült 2002–ben]
- Intacto (Intacto) [2001] [a szinkron készült 2003–ban]
- K-PAX – A belső bolygó (K–PAX) [2001] [a szinkron készült 2002–ben]
- 8 mérföld (8 Mile) [2002]
- Atomcsapda (K-19: The Widowmaker) [2002] [a szinkron készült 2003–ban]
- Bírkanyírás (Barbershop) [2002]
- Isten városa (Cidade de Deus) [2002] [a szinkron készült 2003–ban]
- Narkó (Narc) [2002]
- Postal 2 (Postal 2) [2002]
- Sodródás (Paper Soldiers) [2002] [a szinkron készült 2003–ban]
- Szmokinger (The Tuxedo) [2002] [a szinkron készült 2003–ban]
- Luther (Luther) [2003] [a szinkron készült 2005–ben]
- A nagy trükk (Shade) [2003] [a szinkron készült 2004–ben]
- Party szörnyek (Party Monster) [2003] [a szinkron készült 2004–ben]
- Wonderful Days (Wonderful Days) [2003] [a szinkron készült 2009–ben]
- Bin-jip – Lopakodó lelkek (Bin–jip) [2004] [a szinkron készült 2006–ban]
- Elszabott frigy (Crimen ferpecto) [2004] [a szinkron készült 2005–ben]
- Hajrá, csajok, újra! (Bring It on Again) [2004]
- Haláli hullák hajnala (Shaun of the Dead) [2004]
- A sötétség krónikája (The Chronicles of Riddick) [2004]
- Bőrnyakúak (Jarhead) [2005] [a szinkron készült 2006–ban]
- Jó estét, jó szerencsét! (Good Night, and Good Luck.) [2005] [a szinkron készült 2006–ban]
- II. János Pál – A béke pápája (Pope John Paul II) [2005] [a szinkron készült 2008–ban]
- Iznogoud (Iznogoud) [2005]
- A leggyorsabb Indian (The World's Fastest Indian) [2005] [a szinkron készült 2007–ben]
- Mennyország most (Paradise Now) [2005] [a szinkron készült 2007–ben]
- Papák a partvonalon (Kicking & Screaming) [2005]
- Reinkarnáció (Rinne) [2005] [a szinkron készült 2007–ben]
- Rejtély (Caché) [2005] [a szinkron készült 2006–ban]
- Serenity (Serenity) [2005]
- A belső ember (Inside Man) [2006]
- Bordertown – Átkelő a halálba (Bordertown) [2006] [a szinkron készült 2007–ben]
- Drakula (Dracula) [2006] [a szinkron készült 2011–ben]
- Az ember gyermeke (Children of Men)
- Fay Grim (Fay Grim) [2006] [a szinkron készült 2008–ban]
- Fekete Könyv (Zwartboek) [2006] [a szinkron készült 2007–ben]
- A gazdatest (Gwoemul) [2006] [a szinkron készült 2008–ban]
- Hajrá, csajok: Mindent bele! (Bring It On: All or Nothing) [2006]
- A mágus (The Illusionist) [2006] [a szinkron készült 2009–ben]
- Nagyi szeme fénye (Grandma's Boy) [2006]
- Nagypályás kiskutyák (Air Buddies) [2006] [a szinkron készült 2008–ban]
- Renaissance (Renaissance) [2006] [a szinkron készült 2007–ben]
- Sötét óra (La hora fría) [2006] [a szinkron készült 2012–ben]
- Volver (Volver) [2006] [a szinkron készült 2007–ben]
- 2 nap Párizsban (2 Days in Paris) [2007] [a szinkron készült 2008–ban]
- Amerikai gengszter (American Gangster) [2007]
- A Bourne-ultimátum (The Bourne Ultimatum) [2007]
- Egetverő haderő (Delta Farce) [2007] [a szinkron készült 2008–ban]
- Elit halálosztók (Tropa de Elite) [2007] [a szinkron készült 2009–ben]
- A griff támadása (Gryphon) [2007] [a szinkron készült 2008–ban]
- I'm Not There – Bob Dylan életei (I'm Not There) [2007] [a szinkron készült 2008–ban]
- Michael Clayton (Michael Clayton) [2007] [a szinkron készült 2008–ban]
- Piaf (La Môme) [2007]
- A Szaturnusz gyűrűjében (Saturno contro) [2007] [a szinkron készült 2008–ban]
- Szkafander és pillangó (Le Scaphandre et le papillon) [2007] [a szinkron készült 2008–ban]
- Tudom, ki ölt meg (I Know Who Killed Me) [2007] [a szinkron készült 2008–ban]
- Vexille (Vexille) [2007] [a szinkron készült 2009–ben]
- 39 lépcsőfok (The 39 Steps) [2008] [a szinkron készült 2011–ben]
- Burrowers – A felszín alatt (The Burrowers) [2011–ben]
- A dögös és a dög (The Hottie & the Nottie)
- Égető bizonyíték (Burn After Reading) [2008] [a szinkron készült 2009–ben]
- Halálfutam (Death Race) [2008]
- A hercegnő (The Duchess) [2008] [a szinkron készült 2009–ben]
- Katasztrófafilm (Disaster Movie) [2008]
- Milk (Milk) [2008] [a szinkron készült 2009–ben]
- Példátlan példaképek (Role Models) [2008] [a szinkron készült 2009–ben]
- A Skorpiókirály 2. – Harcos születik (The Scorpion King: Rise of a Warrior) [2008]
- A szerelem határai (The Edge of Love) [2008]
- Antikrisztus (Antichrist) [2009] [a szinkron készült 2011–ben]
- Harry Brown (Harry Brown) [2009] [a szinkron készült 2011–ben]
- A kártyavár összedől (Luftslottet som sprängdes) [2009] [a szinkron készült 2011–ben]
- A szabadság határai (Crossing Over) [2009] [a szinkron készült 2011–ben]
- A szólista (The Soloist) [2009]
- Cain haragja (The Wrath of Cain) [2010]
- Fűrész 7. (Saw 3D) [2010] [a szinkron készült 2011–ben]
- Igaz legenda (Su Qi–er) [2010] [a szinkron készült 2011–ben]
- IV. Henrik – Navarra királya (Henri 4) [2010] [a szinkron készült 2012–ben]
- Jackie Chan: A katona (Da bing xiao jiang) [2010] [a szinkron készült 2011–ben]
- Kóser játszma (Holy Rollers) [2010] [a szinkron készült 2011–ben]
- Pótpasi (The Extra Man) [2010] [a szinkron készült 2011–ben]
- Scott Pilgrim a világ ellen (Scott Pilgrim vs. the World) [2010]
- Született feleség (Potiche) [2010] [a szinkron készült 2011–ben]
- Az utca királya (King of the Avenue) [2010] [a szinkron készült 2011–ben]
- Végső menedék (6 Souls) [2010] [a szinkron készült 2011–ben]
- A bőr, amelyben élek (La piel que habito) [2011] [a szinkron készült 2012–ben]
- Harc Los Angelesben: Invázió a Földön (Battle of Los Angeles) [2011]
- A mestergyilkos (The Mechanic) [2011]
- Nem írnek való vidék (Kill the Irishman) [2011]
- A sas (The Eagle) [2011]
- A Vaslady (The Iron Lady) [2011] [a szinkron készült 2012–ben]
- Véres karácsony (The Children) [2011]
- Halálfutam: A pokol tüze (Death Race: Inferno) [2012]
- Szerelmem, New York (Nous York) [2012] [a szinkron készült 2014–ben]
- Tökéletes hang (Pitch Perfect) [2012]
- A hívás (The Call) [2013]
- Philomena – Határtalan szeretet (Philomena) [2013]
- Bankrobbantók (Breaking the Bank) [2014] [a szinkron készült 2016–ban]